# Согдинське сільське поселення
Со́гдинське сільське поселення (рос. Согдинское сельское поселение) — сільське поселення у складі Ульчського району Хабаровського краю Росії.
Адміністративний центр — село Согда.

## Історія
2011 року було ліквідоване селище Казарма 193 км.

## Населення
Населення сільського поселення становить 164 особи (2019; 221 у 2010, 298 у 2002).

## Склад
До складу сільського поселення входять:
| Населений пункт        | Населення, осіб (2002) | Населення, осіб (2010) |
| ---------------------- | ---------------------- | ---------------------- |
| Казарма 193 км, селище | 3                      | 0                      |
| Мошка, селище          | 2                      | 0                      |
| Согда, село            | 162                    | 135                    |
| Ушман, селище          | 130                    | 86                     |
| Ягдинья, селище        | 1                      | 0                      |